# Ивановское (Благовещенский сельский округ)
Ивановское — деревня в Благовещенском сельском округе Благовещенского сельского поселения Большесельского района Ярославской области. Код ОКАТО — 78203811018.

## Население
По данным статистического сборника «Сельские населенные пункты Ярославской области на 1 января 2007 года», в деревне Ивановское не числится постоянных жителей[уточнить]. По топокарте 1975 года в деревне проживало 8 человек.

## География
Деревня расположена в северо-восточной части района, в 2 км на юго восток от села Благовещенье, по которому называется сельское поселение и в 3 км к востоку от административного центра поселения деревни Борисовское. В 1 км с севера и запада деревню огибает река Ахробость, правый приток Черёмухи. С запада русло реки преобразовано мелиоративными работами. С южной стороны на расстоянии от 1 до 2 км деревню дугой ошибает река Черёмуха, русло которой на этом участке также преобразовано мелиорацией и кусочно спрямлено в виде ломаной линии. На этом участке в 1 км к востоку от Ивановского стоит деревня Лихачево, в 1 км к юго-западу - Макаровское.

## История
Деревня Ивановская указана на плане Генерального межевания Борисоглебского уезда 1792 года. В 1825 Борисоглебский уезд был объединён с Романовским уездом. По сведениям 1859 года деревня относилась к Романово-Борисоглебскому уезду.